# دفتر مهمانان

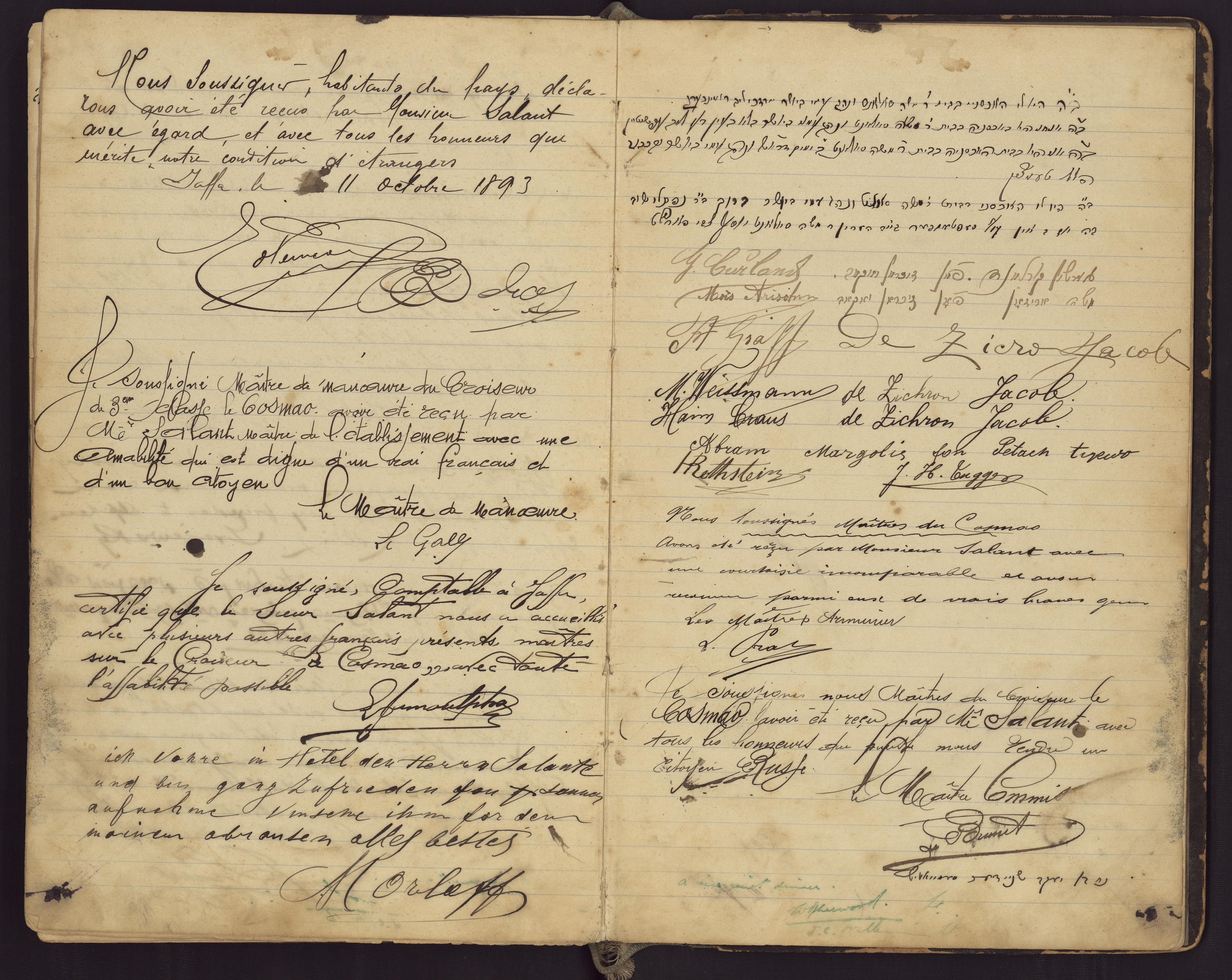
دفتر مهمان از هتل سالانت Salant، برگزار شده توسط کتابخانه ملی اسرائیل

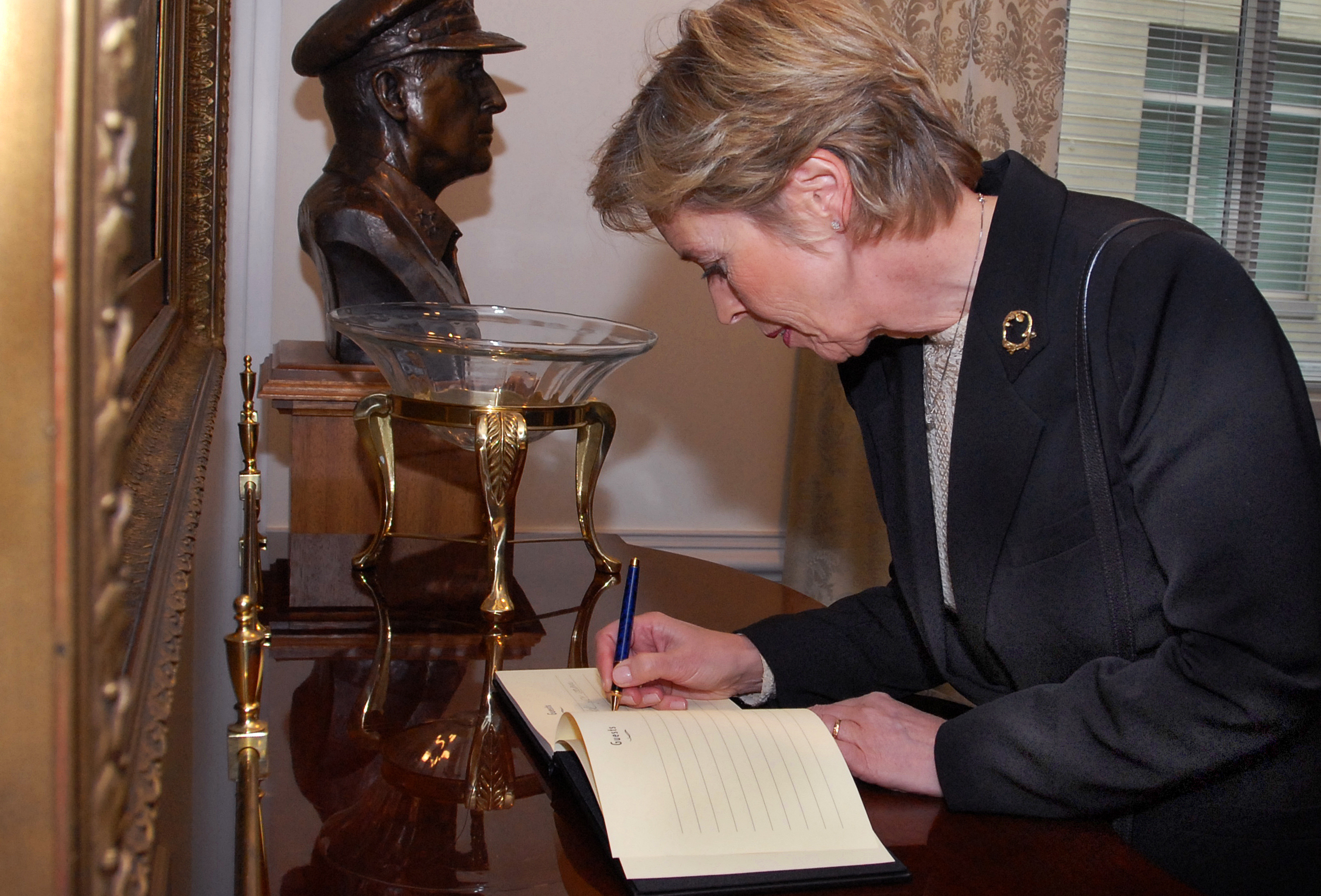
وزیر دفاع نروژی آنه گرته استورم اریشن در حال امضا دفتر مهمان درپنتاگون، سال ۲۰۰۷

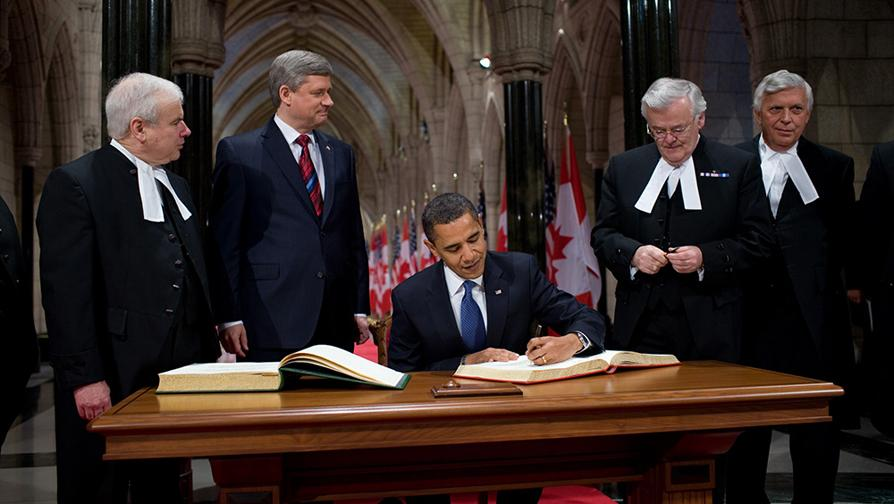
باراک اوباما در حال امضاکردن دفتر میهمانان پارلمان کانادا، سال ۲۰۰۹ میلادی.

دفتر مهمانان، عنوان دفتری است که اشخاص میهمان در یک مراسم رسمی یا افرادی که در یک هتل به‌طور موقت ساکن می‌شوند در آن نام خود را امضا می‌کنند.
در دنیای وب، دفتر میهمانان یک صفحهٔ وب است که در آن بازدیدکنندگان وب‌گاه می‌توانند نظرات خود را ثبت کنند. این نوع دفترها گاه مورد سوء استفادهٔ هرزنویسان قرار می‌گیرند. امضاکنندگان دفتر میهمانان می‌توانند نظرات امضاکنندگان پیشین را ببینند و در مورد آن‌ها اظهار نظر کنند و به این ترتیب ممکن است دفتر میهمانان حالت یک گفتگوی گروهی را به خود بگیرد. داده‌های موجود در دفتر میهمانان می‌تواند به عنوان بازخورد برای گردانندگان آن مفید واقع شود.
در دنیای سیاست، امضای دفتر مهمان جز جدایی ناپذیر از برنامه بازدید مقامات و مسئولان بلندپایه یک کشور یا سازمان از کشور دیگر است. این دفتر ممکن است در کاخ ریاست جمهوری یا دفتر نخست وزیر یا یکی از مراکز و ساختمان‌های مهم کشور میزبان باشد.
دفتر مهمان همچنین به عنوان دفتر یادبود در مراسم افتتاح یک پروژه یا مکان مهم یا یادبود رسمی برای یک فاجعه مانند مرگ یک پادشاه یا رئیس جمهور، یا پس از فاجعه‌های عمومی مانند سقوط هواپیما، برای بزرگداشت قربانیان از طرف شرکت کنندگان برای عرض تسلیت و نشان دادن تأثر امضا می‌شود.